# Reconstruire la Corée
Reconstruire la Corée (hangeul : 조국혁신당 ; hanja : 祖國革新黨 ; litt. « Parti de l'innovation de la patrie »,) est un parti politique sud-coréen fondé par l'ancien ministre de la Justice Cho Kuk avant les élections législatives de 2024. Le parti s'oppose à ce qu'il appelle la « dictature des procureurs » et considère que l'administration du président de la République Yoon Suk-yeol est complice de son maintien. Le parti vise à réformer et à dépolitiser le ministère public sud-coréen.

## Histoire
L'ancien ministre de la Justice Cho Kuk (en) annonce le 13 février 2024 qu'il prévoit la création d'un nouveau parti politique dans le but de lutter contre la « dictature des procureurs ». Pour ce faire, il enregistre le Nouveau parti Cho Kuk (조국신당) en tant que comité préparatoire de création du parti auprès de la Commission électorale nationale. Après avoir organisé un concours pour choisir le nom du parti, ce dernier prend la dénomination de « Reconstruire la Corée » le 29 février 2024. Le parti choisi le vrai bleu comme couleur principale. Le parti est officiellement fondé le 3 mars 2024 lors d'une cérémonie de création.
Ancien ministre de la justice sous la présidence de Moon Jae-in, Cho Kuk avait dû démissionner en 2019 à la suite d'accusations de corruption à l'encontre de membres de sa famille. Il fait depuis campagne pour la réforme et la dépolitisation du Ministère public, qu'il venait à l'époque de tenter de mettre en œuvre en tant que ministre. Condamné en 2019 à deux ans de prison — toujours en attente de sa procédure d'appel — pour avoir falsifié des documents afin de faire entrer sa fille dans une prestigieuse école de médecine, son engagement dans la campagne prend une tournure personnelle à l'encontre du président Yoon Seok-youl, à l'époque procureur chargé de l'affaire. Revanchard, Cho Kuk déclare ainsi vouloir « faire de Yoon un canard boiteux, puis un canard mort ».
En décembre 2024, la Cour suprême confirme une décision condamnant le fondateur du parti, Cho Kuk, à une peine de deux ans de prison pour falsification de documents. Il est également déchu de ses droits civiques pour cinq ans à partir de la fin de sa peine de prison, jusqu'en décembre 2031, il perd aussi immédiatement son siège à l'Assemblée nationale. Cette décision intervient alors qu'il est un candidat potentielle à la prochaine élection présidentielle dans le pays,.

## Idéologie
Reconstruire la Corée se définit principalement comme libéral et progressiste,. 
Le programme du parti prévoit l'abolition de la « dictature des procureurs » en Corée du Sud et de mettre fin à l'administration du président Yoon Suk-yeol en priorité. Il veut réformer le ministère de l'Économie et des Finances et rendre la Direction du budget de l'Assemblée nationale indépendante du ministère de l'Économie et des Finances. Le parti affiche des tendances économiques progressistes et soutient une plus grande intervention du gouvernement dans l'économie par le biais d'investissements environnementaux et scientifiques, d'un développement équilibré et de l'élargissement du filet de sécurité sociale. Le parti cherche à parvenir à une relation pacifique de coopération avec la Corée du Nord et à la dénucléarisation de la péninsule coréenne.

## Liste des chefs
| N°  | Nom                       | Portrait       | Mandat           | Mandat           |
| N°  | Nom                       | Portrait       | Début            | Fin              |
| --- | ------------------------- | -------------- | ---------------- | ---------------- |
| 1   | Cho Kuk (en)              | Cho Kuk        | 3 mars 2024      | 4 juillet 2024   |
| —   | Kim Joon-hyung (intérim)  | Kim Joon-hyung | 4 juillet 2024   | 20 juillet 2024  |
| (1) | Cho Kuk (en)              | Cho Kuk        | 20 juillet 2024  | 12 décembre 2024 |
| —   | Kim Sunmin (en) (intérim) | Kim Sunmin     | 12 décembre 2024 | en cours         |

## Résultats électoraux
| Année | Chef         | Circonscriptions | Circonscriptions | Circonscriptions | Circonscriptions | Proportionnelle | Proportionnelle | Proportionnelle | Proportionnelle | Total    | Total | Position | Statut     |
| Année | Chef         | Voix             | %                | Sièges           | +/-              | Voix            | %               | Rang            | +/-             | Sièges   | +/–   | Position | Statut     |
| ----- | ------------ | ---------------- | ---------------- | ---------------- | ---------------- | --------------- | --------------- | --------------- | --------------- | -------- | ----- | -------- | ---------- |
| 2024  | Cho Kuk (en) |                  |                  |                  |                  | 6 874 278       | 24,25           | Nv              | 12 / 46         | 12 / 300 | Nv    | 3e       | Opposition |